# Prima Lega (Laos)
La Prima Lega (in laotiano: ລາວ ພຣີເມຍລີກ, "prima lega laotiana") è la più importante competizione calcistica del Laos, la massima divisione del campionato laotiano di calcio.

## Squadre
Stagione 2021.
- Ezra
- Lao Army
- Lao Toyota
- Viengchanh
- Young Elephant

## Albo d'oro
- 1990:  Lao Army
- 1991:  Lao Army
- 1992:  Lao Army
- 1993:  Savannakhet /  Lao Army[1]
- 1994:  Lao Army
- 1995:  Pakse /  Education Team[1]
- 1996:  Lao Army
- 1997:  Sayaboury /  Lao Army[1]
- 1998:  KPT
- 1999: Sconosciuto
- 2000:  Vientiane Municipality (giochi nazionali)

- 2001:  Bank of Laos
- 2002:  YOTHA
- 2003:  YOTHA
- 2004:  YOTHA
- 2005:  Vientiane
- 2006:  Vientiane
- 2007:  Lao-American College
- 2008:  Lao Army
- 2009: Non disputato
- 2010:  Bank of Laos
- 2011:  YOTHA

- 2012:  Lao Police
- 2013:  SHB Champasak
- 2014:  HA Attapeu
- 2015:  Lao Toyota
- 2016:  Lanexang Utd
- 2017:  Lao Toyota
- 2018:  Lao Toyota
- 2019:  Lao Toyota
- 2020:  Lao Toyota
- 2021: Cancellato
- 2022:  Young Elephant
- 2023:  Young Elephant
- 2024-2025:  Ezra

## Titoli per squadra
| Club                 | Vittorie | Anni                                           |
| -------------------- | -------- | ---------------------------------------------- |
| Lao Army             | 8        | 1990, 1991, 1992, 1993, 1998, 1996, 1997, 2008 |
| Lao Toyota           | 5        | 2015, 2017, 2018, 2019, 2020                   |
| YOTHA                | 4        | 2002, 2003, 2004, 2011                         |
| Bank of Laos         | 2        | 2001, 2010                                     |
| Vientiane            | 2        | 2005, 2006                                     |
| Young Elephant       | 2        | 2022, 2023                                     |
| SHB Champasak        | 1        | 2013                                           |
| Lao Police           | 1        | 2012                                           |
| Lao-American College | 1        | 2007                                           |
| KPT                  | 1        | 1998                                           |
| Pakse                | 1        | 1995                                           |
| HA Attapeu           | 1        | 2014                                           |
| Lanexang Utd         | 1        | 2016                                           |
| Ezra                 | 1        | 2024-2025                                      |